# Mela kyrkskogs naturreservat
Mela kyrkskogs naturreservat är ett naturreservat i Norrköpings kommun i Östergötlands län.
Området är naturskyddat sedan 2023 och är 105 hektar stort. Reservatet ligger på Kolmården, norr om Åby och består av delar av Nedre Glottern och Övre Glottern och marken däremellan med äldre barrskogar och lövskogar med gamla träd och död ved.